# Total Club Manager 2005
Total Club Manager 2005 (skraćeno: TCM 2005) je treća igra u igra u Total Club Manager (FIFA Manager) serijalu. Ovo je ujedno i posljednja igra pod imenom Total Club Manager, nakon nje izdan je FIFA Manager 06. Igru su opet proizvela dva proizvođača, ovaj put EA Canada za PC i Budcat Creations za PlayStation 2 i Xbox.
Najveća novost u odnosu na prethodnu igre bila je mogućnost izrade kluba, kojeg je moguće trenirati kao i sve ostale. Sukladno s obnovom FIFA serijala 2005. godine, uz FIFA-u 06, i Manager serijal je obnovljen, pa je TCM 2005 označila kraj ere dotadašnjih menadžment igara.

## Vanjske poveznice
- Total Club Manager 2005 kod MobyGames-a